# Юрковичи (Дзержинский район)
Юрковичи (бел. Ю́ркавічы) — деревня в Дзержинском районе Минской области Беларуси. Входит в состав Путчинского сельсовета.

## География
В 10 км на север от Путчино, в 20 км на северо-запад от Дзержинска, в 47 км от Минска, 22 км от железнодорожной станции Койданово.
Пролегают дороги Н9761 и Н8415.

### Гидрография
Протекает река Усса (приток реки Неман). Расположено озеро Юрковичи.

## Этимология
До начала XX века деревня носила название «Юркевичи», а уже в 1909 году записана как «Юрковичи».

## История
Упоминается в инвентаре Койдановского графства за 1670 год, Яким Хацко-Синяк упоминается как земянин в Юрковщизне.
После ІІ раздела Речи Посполитой — деревня в составе Койдановского графства, Минского уезда, Минской губернии.
В судебной книге Рубежевичей упомянут в 1781-м году проживающий в застенке Юркевичи Ян Шабловский.
В инвентаре имения Койданово за 1792 год Юркевичи упоминаются как застенок, в котором проживали чиншевые земяне.
По ревизии 1795 года в деревне Юркевичи, владения княгини Анелии Воронецкой, записан двор Юркевичей; 2 двора Синякевичей; 2 двора Шабловских; 1 двор Новицких.
Деревня Юрковичи занесена на "План Генерального Межевания Минской губернии 1797 г.".
В 1811 году в деревне 8 дворов, 17 жителей.
В 1812 году войска Наполеона І заняли местечко Койданово, организовали в нем подпрефектуру и начали налаживать тыл. Через местечко пролегал так называемый французский этапный путь. В местечке был организован большой продовольственный склад. Деревня Юрковичи оказалась в зоне французской оккупации. Большинство населения Койдановского графства поддерживало французов, так как видело в них освободителей от оккупировавших земли Великого княжества Литовского российских властей. 15 ноября 1812 года близ Койданово, на дороге Несвиж—Минск, состоялась битва между русским корпусом К. В. Ламберта и французско-польском отрядом Касецкого, в ходе которой французская сторона потерпела положение, от превосходящего по численности противника, вскоре французские войска покинули Койдановщину.
В 1816 году деревня Юркевичи принадлежала Петрунеле Ленской. Позже принадлежала дворянину Клюковскому.
После отмены крепостного права в 1861 году, местные жители в большинстве своем занимались сельским хозяйством, некоторые жители переселились в Койданово и Минск.
Во второй половине XIX века в деревне проживали Шабловские, Синякевичи, Живицы, Голякевичи и др.
В 1860 году в деревне 8 дворов.
В 1909 году входила в состав четвертого стана, Рубежевичской волости, Минского уезда, 7 дворов, 48 жителей.
После начала первой мировой войны деревня Юрковичи оказалась в прифронтовой полосе. Двое жителей деревни Викентий Синякевич и Бронислав Торбецкий воевали на фронте.
В Первую мировую войну с февраля по декабрь 1918 года Койдановщина была оккупирована войсками Кайзеровской Германии, на этой территории находилась и деревня Юрковичи. Деревня находилась на территории, входившей в границы провозглашенной Белорусской Народной Республики.
1 января 1919 года территория находилась в составе БССР, с 27 февраля 1919 года в составе Литовско-Белорусской ССР.
Во время Советско-Польской войны с июля по август 1919 года Койдановщина была оккупирована войсками 2-й Речи Посполитой, в июле 1920 года занята Красной Армией.
В начале 1920-х годов в Великосельской волости Минского повета; 13 дворов, 65 жителей.
С 31 июля 1920 года в составе восстановленной Белорусской ССР. В середине октября 1920 года Койдановщина вновь оккупирована поляками, но согласно с условиями договора о перемирии и последующих соглашений от 12 октября 1920 года, подтверждённых Рижским миром от 18 марта 1921 года, возвращена в состав БССР.
Входила в состав провозглашенного в 1924 году Койдановского района Минской области БССР.
С 1931 года деревня находилась в составе колхоза имени Ильича, в состав которого вошло большинство жителей. Некоторые жители д. Юрковичи продолжали вести единоличное хозяйство. Какое-то время председателем колхоза имени Ильича был уроженец деревни Юрковичи Синякевич Адольф Павлович.
В 1991 году 24 двора, 58 жителей. На 2004 год 25 дворов, 54 жителя.

## Население
- 1795 год — 6 дворов, 29 жителей. В составе Койдановского графства, Минского уезда, Минской губернии.
- 1860 год — 8 дворов
- 1909 год — 7 дворов, 48 жителей. В составе Рубежевичской волости, Минского уезда, Минской губернии.
- В начале 1920-х годов — 13 дворов, 65 жителей. В составе Великосельской волости, Минского уезда.
- 1926 год — 15 дворов, 69 жителей. В составе Путчинского сельсовета, Койдановского района, Минской области, БССР.
- 1933 год — 12 дворов
- 1991 год — 24 двора, 58 жителей. В составе Путчинского сельсовета, Дзержинского района, Минской области, Республики Беларусь.
- 2004 год — 25 дворов, 54 жителя
- 2009 год — 39 жителей (перепись населения)
- 2021 год — 16 дворов, 24 жителя

## Достопримечательности
- В 2 км через лес на юго-запад от деревни находится исток реки Новосёлка
- В самой деревне находится одноименное озеро — Юрковичи
- Возле деревни находится Юрковичское кладбище
- Католическая часовня
- Водонапорная башня